# Alirocumab
Alirocumabul este un anticorp monoclonal hipolipemiant, fiind utilizat în tratamentul anumitor tipuri de dislipidemii. Calea de administrare disponibilă este cea injectabilă (subcutanată).

## Utilizări medicale
Alirocumabul este utilizat în tratamentul următoarelor boli:
- Hipercolesterolemie familială și dislipidemie mixtă
- Boală cardiovasculară aterosclerotică

## Mecanism de acțiune
Alirocumabul este un anticorp monoclonal care inhibă PCSK9 (proprotein-convertaza subtilizin/kexin de tipul 9). PCSK9 realizează degradarea receptorilor LDL, ceea ce scade capacitatea ficatului de a metaboliza LDL-coloesterolul.